# Colombine (film)
Pour les articles homonymes, voir Colombine.
Pour plus de détails, voir Fiche technique et Distribution.
Colombine est un film allemand, sorti en 1920.

## Synopsis
Inconnu.

## Fiche technique
- Titre : Colombine
- Réalisation : Martin Hartwig
- Scénario : Jaap Speyer et Emil Rameau
- Direction artistique : George Meyer
- Photographie : Hans Kämpfe
- Pays d'origine : République de Weimar
- Format : Noir et blanc - 1,33:1 - Film muet
- Date de sortie : 1920

## Distribution
- Emil Jannings : Carlo
- Margarete Lanner
- Alex Otto
- Gustav Adolf Semler
- Erich Ziegel